# Louis de Mas Latrie

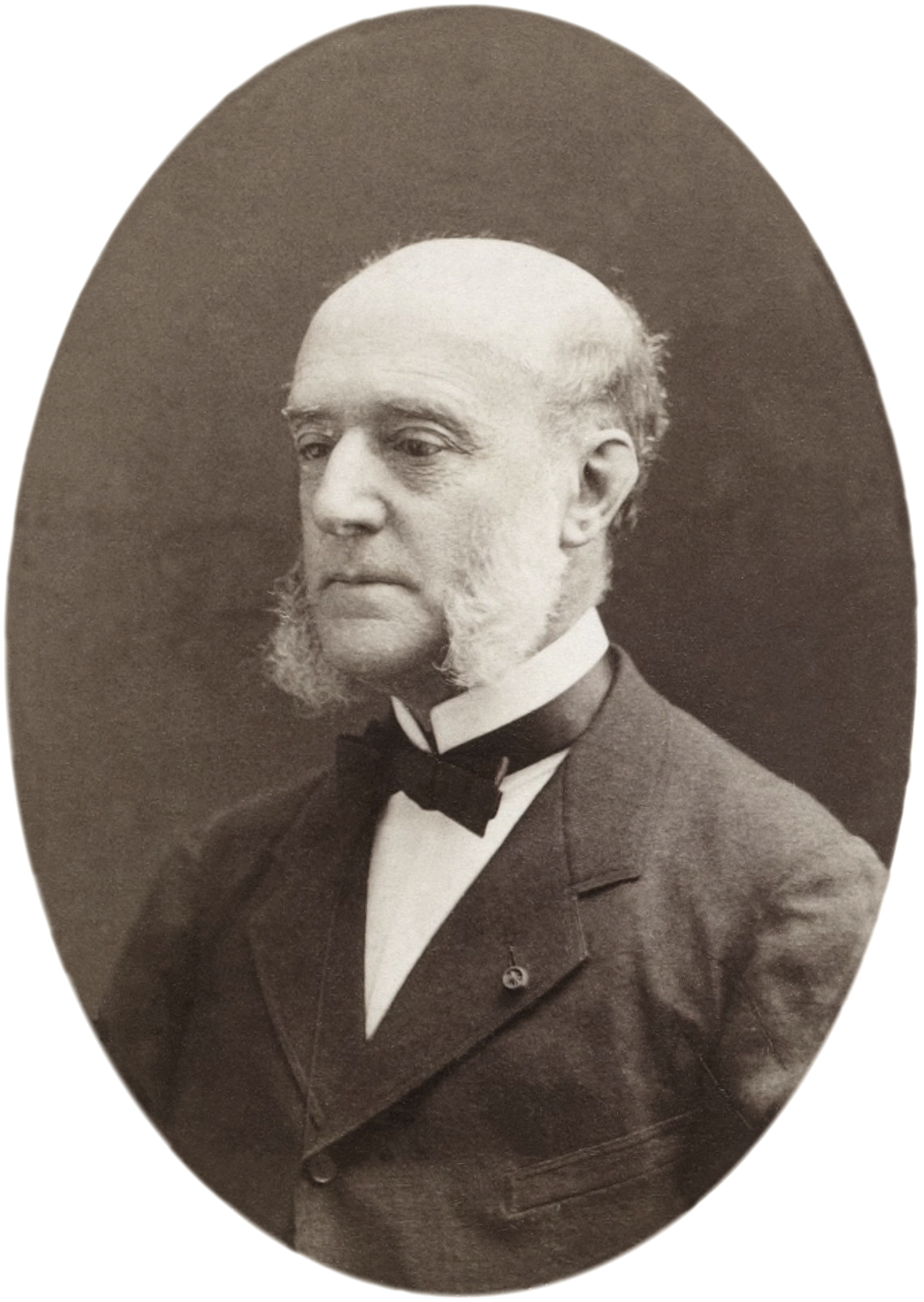
Louis de Mas Latrie, 1883

Jacques Marie Joseph Louis de Mas Latrie (* 9. April 1815 in Castelnaudary; † 3. Januar 1897 in Paris) war ein französischer Diplomatiker und Historiker.

## Leben und Werk
Nach Studien an der École nationale des chartes arbeitete Louis de Mas Latrie als Historiker vor allem über das mittelalterliche Zypern und folgte 1848 Jacques-Joseph Champollion als Professor für Diplomatik an der Stätte seiner Ausbildung. Zu seinem Nachfolger wählte er 1885 Arthur Giry, der seit 1883 sein Assistent gewesen war.
1885 wurde er zum Mitglied der Académie des inscriptions et belles-lettres gewählt; zugleich gehörte er dem Comité des travaux historiques et scientifiques und der Société de l’histoire de France an.
1841 heiratete er Pauline Rendu, mit der er vier Kinder hatte. 1862 verwitwet, heiratete er 1865 Anne Julie Chauvet. Am 17. August 1875 wurde er durch Breve von Papst Pius IX. geadelt und erhielt den in der männlichen Linie erblichen Adelstitel eines Grafen.

## Schriften (Auswahl)
- Chronologie historique des papes, des conciles généraux et des conciles des Gaules et de France, 2. Aufl., Paris 1838.
- Histoire de l’île de Chypre sous le règne des princes de la maison de Lusignan, Paris 1852–1861 (online).
- Dictionnaire des manuscrits ou Recueil de catalogues de manuscrits existants dans les principales bibliothèques d’Europe concernant plus particulièrement les matières ecclésiastiques et historiques, Paris 1853.
- Fac-simile des miniatures contenues dans le bréviaire Grimani conservé à la bibliothèque de St Marc, exécuté en photographie par Antoine Perini, avec explications de François Zanotto et un texte français de M. Louis de Mas Latrie, A. Perini, 1862.
- Traités de paix et de commerce et documents divers concernant les relations des chrétiens avec les Arabes de l’Afrique septentrionale au moyen âge recueillis par ordre de l’empereur et publiés avec une introduction historique, Paris 1866.
- D’un privilège commercial accordé en 1320 à la République de Venise par un roi de Perse, faussement attribué à un roi de Tunis, in: Comptes rendus des séances de l’Académie des Inscriptions et Belles-Lettres (1869) 205–209.
- Les Comtes de Jaffa et d’Ascalon du XIIe au XIXe siècle, Victor Palmé, 1879.
- De quelques seigneuries de Terre-Sainte oubliées dans les Familles d’Outremer de Du Cange, in: Revue Historique 8 (1878) 107–120.
- Les Rois de Serbie, in: Revue illustrée de 1a Terre Sainte et de l’Orient Catholique 1888 und bei C. Klincksieck, Paris 1888 (online, PDF).
- L’allocution des barons de Chypre au roi Henri II de Lusignan, in: Comptes rendus des séances de l’Académie des Inscriptions et Belles-Lettres 1888, 21.
- Les Seigneurs d’Arsur en Terre Sainte, in: Revue des questions historiques 1894.